# О̂ (кириллица)
О̂, о̂ (О с циркумфлексом) — буква расширенной кириллицы, использовавшаяся в польском и литовском кириллических алфавитах.

## Использование
В польской кириллице соответствовала латинской букве Ó ó, обозначающей звук [u].
В литовской кириллице С. П. Микуцкого обозначала дифтонг uo
Использовалась в марийском алфавите А. Альбинского, в современном алфавите ей соответствует ӧ.
Также присутствовала в удмуртском алфавите архиепископа Вениамина из грамматики 1775 года.
Использовалась в русском языке вместе с буквой ї для обозначения звука ё, например в слове слїо̂зы. В конце XVIII века диграф был заменён на ё.
- Польский кириллический алфавит (заглавные буквы)
- Польский кириллический алфавит (строчные буквы)